# Raymond Bédard
Raymond Bédard, (Lachine, Mont-real, 16 de febrer de 1915 - 24 de maig de 1995) fou un ciclista canadenc, que es va especialitzar en les curses de sis dies.

## Palmarès
- 1936
  - 1r als Sis dies de Mont-real (amb Jerry Rodman i Georges Trepanier)